# Trontano
Trontano est une commune italienne de la province du Verbano-Cusio-Ossola dans la région Piémont en Italie.

## Administration
| Période                                  | Période | Identité | Étiquette | Qualité |
| ---------------------------------------- | ------- | -------- | --------- | ------- |
|                                          |         |          |           |         |
| Les données manquantes sont à compléter. |         |          |           |         |

### Communes limitrophes
Beura-Cardezza, Cossogno, Domodossola, Druogno, Malesco, Masera, Premosello-Chiovenda, Santa Maria Maggiore

## Personnalités liées à la commune
- Geneviève Gennari (1920-2001), écrivaine française.